# Miloš Jelínek
Miloš Jelínek (nascido em 10 de março de 1947) é um ex-ciclista olímpico tchecoslovaco. Representou sua nação em três nos Jogos Olímpicos de Verão de 1968.